# Tonetta
Tonetta — канадський автор-виконавець та візуальний митець (справжнє ім’я Ентоні Джефрі). Найбільш відомий за свою пісню Pressure Zone, яка станом на 2017 рік перетнула відмітку у 2 мільйони переглядів на Ютубі. 

## Біографія
У 2011-тому році Джефрі жив у Торонто, деякий час працював в Онтаріо оббивачем меблів. Також Джефрі має жіноче alter ego Тонета. До 1983 року був одружений на жінці та мав двох синів, однак після розлучення втратив змогу бачитися з синами. Цікаво що одного разу син зрештою зв'язався з батьком через пошту, але такі взаємини довго не тривали. Коли син довідався про пристрасть Джефрі до жіночого одягу, перший перервав будь-які контакти. Згодом Джефрі заявив що він точно не гей.

## Творчість
Після розлучення з дружиною усамітнився й почав створювати оригінальну музику. У 2008 р. створив канал на Ютубі, на якому почав поширювати власну творчість. Його основний канал та кілька інших були неодноразово блоковані за порушення правил сервісу.
Більшість пісень, за словами автора, були створення при натхненні історій реальних людей і впливом творчості Джона Ленона. Про свої музичні смаки відмітив: “Мені до вподоби Бітлз, Елвіс Преслі, Майкл Джексон. Я прослуховував соул-артистів.. Після смерті [Ленона] я більш не знав що слухати. У будь-якому випадку, приблизно тоді я й почав займатися музикою.”
Критики по-різному описували Тонету. Дехто іменував його як "спасителя lo-fi музики", "чистого митця". Як вказував музичний письменник Джоні Ді: “На кожен коментар в YouTube, які відзначили Тонету кумедним чи відразливим, є десятки людей, котрі окрім "шокової цінності", вбачають в ньому справжнього попартиста аутсайдера”
Рок-група з південної Каліфорнії The Growlers виконувала пісні Джефрі “Drugs, Drugs, Drugs". До того як гурт досяг успіху, вони виступали на одній сцені з Джефрі 18 лютого на шоу Сауе в Лос-Анджелесі, штат Каліфорнія. У 2014 році Джефрі брав участь у створенні альбому Hot Oinks (експериментальний лоу-фай, хіп-хоп періоду групи “Period Tears”).

## Дискографія
- 777 Vol. 1	(2010) 
  - My Bro
  - Still A Slave
  - A Really Big Cock
  - John and Yoko
  - Metal Man
  - God Treats You Right
  - I'm Gonna Marry a Prostitute
  - My $10 Axe
  - I'll Remain As I Am
  - Viral
  - Drugs Drugs Drugs
  - Peeping Tom
  - Crucify Me
  - Believe Me People
  - Red, White and Blue
  - You Got Too Much
  - Toronto Is Starting To Stink
  - Devil Devil
- 777 Vol. 2 (2010)
  - The Charge
  - Hot Little Fuck
  - Big Rig
  - Just Like That
  - Kinja Kinja
  - Rape Victim
  - Death Sentence
  - G&B Showers
  - Dominate
  - Picking On Lennon
  - Ultimate Whore
  - Daddy's Little Boy
  - Doin' A Dyke Tonight
  - What Are Ya Worth?
  - Set A Flame
- 777 Vol. 3 (2011)
  - Ride Me
  - Wild & Free
  - Obama's Prize
  - 3 In 1
  - Apache Woman
  - Maggots
  - Guitar Composition
  - Baby Face
  - Teach Me
  - Be My Concubine
  - On The Toilet
  - Two Annas & a Bri Bri
  - 81 Inch Prime Ass
  - Up Up
  - Skinheads vs. Me
  - Pressure Zone
  - Saddam
  - Yummy Yummy Pizza
  - No Lip
  - Glory Hole
  - Hell
  - Praise King
  - Sharmini
  - Flutter
  - Planet Lip Bush
  - This Old World
  - Knowing My Limits
  - Only Girl I Love
  - Hey, Does Anybody Know I'm Here?
- Red Wine (2013)
  - Fathers
  - Big Cowboy
  - Is There Any Meaning to Love?
  - Hot Little Fuck
  - Pure Punk
  - A Beautiful Blonde
  - Royal Wedding
  - Little Girl
  - Drugs Drugs Drugs (v2)
  - Ruby Slipper
  - Sweet Dreams 777
  - Little Stars